# Жудойевичи
Жудойевичи (серб. Жудојевићи / Žudojevići) — село в общине Билеча Республики Сербской Боснии и Герцеговины. Население составляет 15 человек по переписи 2013 года.